# Nelson Weidemann
Nelson Jeremias Weidemann (Berlino, 25 marzo 1999) è un cestista tedesco.

## Palmarès
- Campionato tedesco: 2

Bayern Monaco: 2018-2019, 2023-2024
- Coppa di Germania: 1

Bayern Monaco: 2023-2024